# Gmina Magor

Położenie Gminy Magor w hrabstwie Hancock

Gmina Magor (ang. Magor Township) – gmina w USA, w stanie Iowa, w hrabstwie Hancock. Według danych z 2000 roku gmina miała 450 mieszkańców, a jej powierzchnia wynosi 93,54 km².